# Se mia moglie lo sapesse
Se mia moglie lo sapesse (Everybody Does It) è un film del 1949 diretto da Edmund Goulding.

## Produzione
Il film fu prodotto dalla Twentieth Century Fox Film Corporation.

## Distribuzione
Distribuito dalla Twentieth Century Fox Film Corporation, il film venne presentato in prima il 25 ottobre 1949 a New York.